# Денис (остров)
Денис (англ. Denis Island) — остров в Индийском океане, принадлежит государству Сейшельские Острова.
Как и на многих островах Сейшел, на острове Денис находится частный гостиничный комплекс, включающий аэродром. На северном побережье острова имеется маяк, построенный в 1910 году.

## История
Коралловый остров был открыт 11 августа 1773 года Денисом де Тробриандом. Он назвал его своим именем Isle Denis и передал его в собственность Франции. Тробрианд закопал бутылку, в которой находился документ о владении островом. Тем самым последний остров основной группы Сейшельских островов стал официально французском владением.